# Wolkenkuckucksheim
Das Wort Wolkenkuckucksheim ist eine Lehnübersetzung des altgriechischen Wortes Νεφελοκοκκυγία Nephelokokkygia, das aus Aristophanes’ Komödie Die Vögel stammt. Es bezeichnet eine Stadt in den Wolken, die sich die Vögel als Zwischenreich gebaut haben. Mittlerweile wird der Begriff ähnlich wie der des Luftschlosses verwendet: als eine Utopie ohne Bodenhaftung, also ohne Realitätssinn.
Der Philosoph Arthur Schopenhauer übersetzte das Wort bereits 1813 in seiner Schrift Über die vierfache Wurzel des Satzes vom zureichenden Grunde auf diese Weise gleichermaßen später in seinem Hauptwerk Die Welt als Wille und Vorstellung und anderswo (in damaliger Schreibung „Wolkenkukuksheim“). Er gab ihm dabei eine erweiterte Bedeutung, indem er anderen Philosophen vorwarf, nur vom „Wolkenkuckucksheim“ zu reden. In seiner Schrift Über Wahrheit und Lüge im außermoralischen Sinne nahm Friedrich Nietzsche auf Schopenhauers Begriff Bezug. Andere Aristophanes-Übersetzer wählten beispielsweise die Ausdrücke „Wolkenkuckucksburg“ (etwa Ludwig Seeger) oder „Kuckuckswolkenhof“.
Karl Kraus verfasste 1923 eine modernere Version von Die Vögel mit dem Titel Wolkenkuckucksheim. Anthony Doerrs Roman Wolkenkuckucksland (2021) befasst sich ebenfalls mit dem Topos.
In der Popkultur bezeichnet der Begriff einen wiederkehrenden Topos, der eine diegetische Welt voller Merkwürdigkeiten und exzentrischer Charaktere beschreibt.

## Nachweise
1. ↑  Aristophanes, Die Vögel 819
2. ↑  Arthur Schopenhauer: Ueber die vierfache Wurzel des Satzes vom zureichenden Grunde, Ueber die zweite Klasse der Objekte für das Subjekt und die in ihr herrschende Gestaltung des Satzes vom zureichenden Grunde, § 34 Die Vernunft. In: Arthur Schopenhauer. Werke in zehn Bänden. Zürcher Ausgabe. Band 5. Zürich 1977, S. 128 (Digitalisat. zeno.org – insgesamt im Band auf S. 126–147).
3. ↑  Arthur Schopenhauer: Die Welt als Wille und Vorstellung, erster Band, vierter Teil, § 53. In: Arthur Schopenhauer. Werke in zehn Bänden. Zürcher Ausgabe. Band 2. Zürich 1977, S. 344 (Digitalisat. zeno.org – insgesamt im Band auf S. 341–509).
4. ↑  Cloudcuckooland im Topoi-Wiki TV Tropes (englisch), abgerufen am 18. November 2023